# Zuid-Afrika op de Olympische Zomerspelen 1960
Zuid-Afrika nam deel aan de Olympische Zomerspelen 1960 in Rome, Italië. Het was de laatste deelname van dit land voor lange tijd. Ten gevolge van het apartheidsregime in eigen land werd Zuid-Afrika tot de jaren negentig internationaal geboycot. In 1992 keerde de Afrikanen terug op de Spelen.

## Medailles

### 2Zilver
- Daniel Bekker — Boksen, mannen zwaargewicht

### 3Brons
- Malcolm Spence — Atletiek, mannen, 400 meter
- William Meyers — Boksen, mannen vedergewicht

Afghanistan · Argentinië · Australië · Bahama's · België · Bermuda · Birma · Brazilië · Brits-Guiana · Bulgarije · Canada · Ceylon · Chili · Colombia · Cuba · Denemarken · Duits eenheidsteam · Ethiopië · Fiji · Filipijnen · Finland · Frankrijk · Ghana · Griekenland · Groot-Brittannië · Haïti · Hongarije · Hongkong · Ierland · IJsland · India · Indonesië · Irak · Iran · Israël · Italië · Japan · Joegoslavië · Kenia · Libanon · Liberia · Liechtenstein · Luxemburg · Malakka · Malta · Marokko · Mexico · Monaco · Nederland · Nederlandse Antillen · Nieuw-Zeeland · Nigeria · Noorwegen · Oeganda · Oostenrijk · Pakistan · Panama · Peru · Polen · Portugal · Puerto Rico · Roemenië · San Marino · Singapore · Soedan · Sovjet-Unie · Spanje · Suriname · Taiwan · Thailand · Tsjecho-Slowakije · Tunesië · Turkije · Uruguay · Venezuela · Verenigde Arabische Republiek · Verenigde Staten · Vietnam · West-Indische Federatie · Zuid-Afrika · Zuid-Korea · Zuid-Rhodesië · Zweden · Zwitserland